# Convoi des 31000
Vous lisez un « bon article » labellisé en 2021.
Le convoi du 24 janvier 1943, dit « convoi des 31000 », est un convoi de répression et de déportation parti de France en direction d'Auschwitz dans le cadre de l'opération « Nuit et brouillard ». Il est issu d'un convoi qui est d'abord mixte à son départ de Compiègne : 230 femmes et 1 446 hommes sont répartis dans différents wagons à bestiaux, puis le train est séparé en deux à Halle-sur-Saale, les wagons contenant les hommes étant alors dirigés vers le camp d'Oranienbourg-Sachsenhausen tandis que ceux des femmes sont envoyés vers Auschwitz.
Il s'agit du seul convoi de résistantes à destination d'Auschwitz. À leur arrivée le 27 janvier 1943, elles reçoivent chacune un matricule compris entre les numéros 31625 et 31854, ce qui donne plus tard son nom au convoi. Là, elles passent deux semaines dans le block de quarantaine avant de rejoindre les autres prisonnières dans le camp. Considérées comme aptes au travail, plusieurs déportées du convoi sont envoyées dans le kommando (camp) Raisko — situé à l'extérieur de l'enceinte d'Auschwitz, il est l'un des moins pénibles du camp — tandis que certaines entrent au revier en tant qu'« infimières » grâce à Danielle Casanova. Pendant toute leur détention, les déportées du convoi du 23 janvier restent solidaires et s'entraident pour survivre. Finalement, en août 1943, les cinquante-sept survivantes du groupe encore détenues dans l'enceinte d'Auschwitz sont mises dans un block de quarantaine — où elles n'ont plus à travailler — après que le lieu de leur détention est connu de la Résistance intérieure française et communiqué sur les ondes de Radio Londres. Elles obtiennent également le droit de contacter leurs proches par courrier.
Après un an de ce traitement, les survivantes du groupe sont transférées — à partir de janvier 1944 — à Ravensbrück, un camp pour femmes situé au nord de Berlin. Elles y passent près d'un an et, lors de l'avancée des Alliés, sont séparées pour la première fois. Sept d'entre elles sont envoyées dans une usine de missiles à Beendorf (Saxe), tandis que trente-trois autres sont mises dans un convoi de 585 femmes transférées au camp de Mauthausen. Ravensbrück est libéré en avril 1945, tout comme Mauthausen, et certaines survivantes — les plus maigres et les plus malades — sont prises en charge par les Bus blancs de la Croix-Rouge suédoise. La dernière survivante du convoi à rentrer de déportation est Marie-Jeanne Bauer, qui revient à Paris le 25 juillet 1945, après avoir été libérée d'Auschwitz le 24 janvier précédent.
Sur les 230 femmes parties en janvier 1943 de Compiègne, seules 49 femmes sont revenues de déportation, soit un taux de mortalité de 79 %. En 1965, une des survivantes, Charlotte Delbo, publie le premier tome de sa trilogie Auschwitz et après, intitulé Aucun de nous ne reviendra, dans lequel elle raconte ce qu'elle a vécu à Auschwitz sous forme de petites scènes et de poèmes. Les deux tomes suivants, Une connaissance inutile (1970) et Mesure de nos jours (1971), sont construits de la même manière. Toujours en 1965, elle publie également Le Convoi du 24 janvier, une compilation de courtes biographies de chaque membre du convoi.

## Contexte
Selon l'article 10 de la convention d'armistice du 22 juin 1940 : « Le gouvernement français s’engage à n’entreprendre à l’avenir aucune action hostile contre le Reich allemand avec aucune partie des forces armées qui lui restent ni d’aucune autre manière. [...] Les ressortissants français qui ne se conformeraient pas à cette prescription seront traités par les troupes allemandes comme francs-tireurs ».
En 1941, le chef des forces d'occupation allemandes en France (Militärbefehlshaber in Frankreich) Otto von Stülpnagel applique la mesure Nuit et brouillard (Nacht und Nebel) qui consiste à déporter les « ennemis du Reich » dans les territoires de l'Est pour les isoler du reste du monde, ne leur autorisant aucune communication avec leur famille. Pour les Allemands, cette mesure devait effrayer et dissuader les familles de prendre la suite de leurs proches dans les rangs de la Résistance comme en témoigne une lettre envoyée par Heinrich Himmler aux membres de la Gestapo : 

« Après mûre réflexion, la volonté du Führer est de modifier les mesures à l'encontre de ceux qui se sont rendus coupables de délits contre le Reich ou contre les forces allemandes dans les zones occupées. Notre Führer est d'avis qu'une condamnation au pénitencier ou aux travaux forcés à vie envoie un message de faiblesse. La seule force de dissuasion possible est soit la peine de mort, soit une mesure qui laissera la famille et le reste de la population dans l'incertitude quant au sort réservé au criminel. La déportation vers l'Allemagne remplira cette fonction. »

— Heinrich Himmler
Au fil des mois, cette pratique est utilisée pour les Français soupçonnés d'espionnage, de trahison, d'aide aux ennemis du Reich ou de possession illégale d'armes, tous passibles de la peine de mort.

## Histoire

### En détention

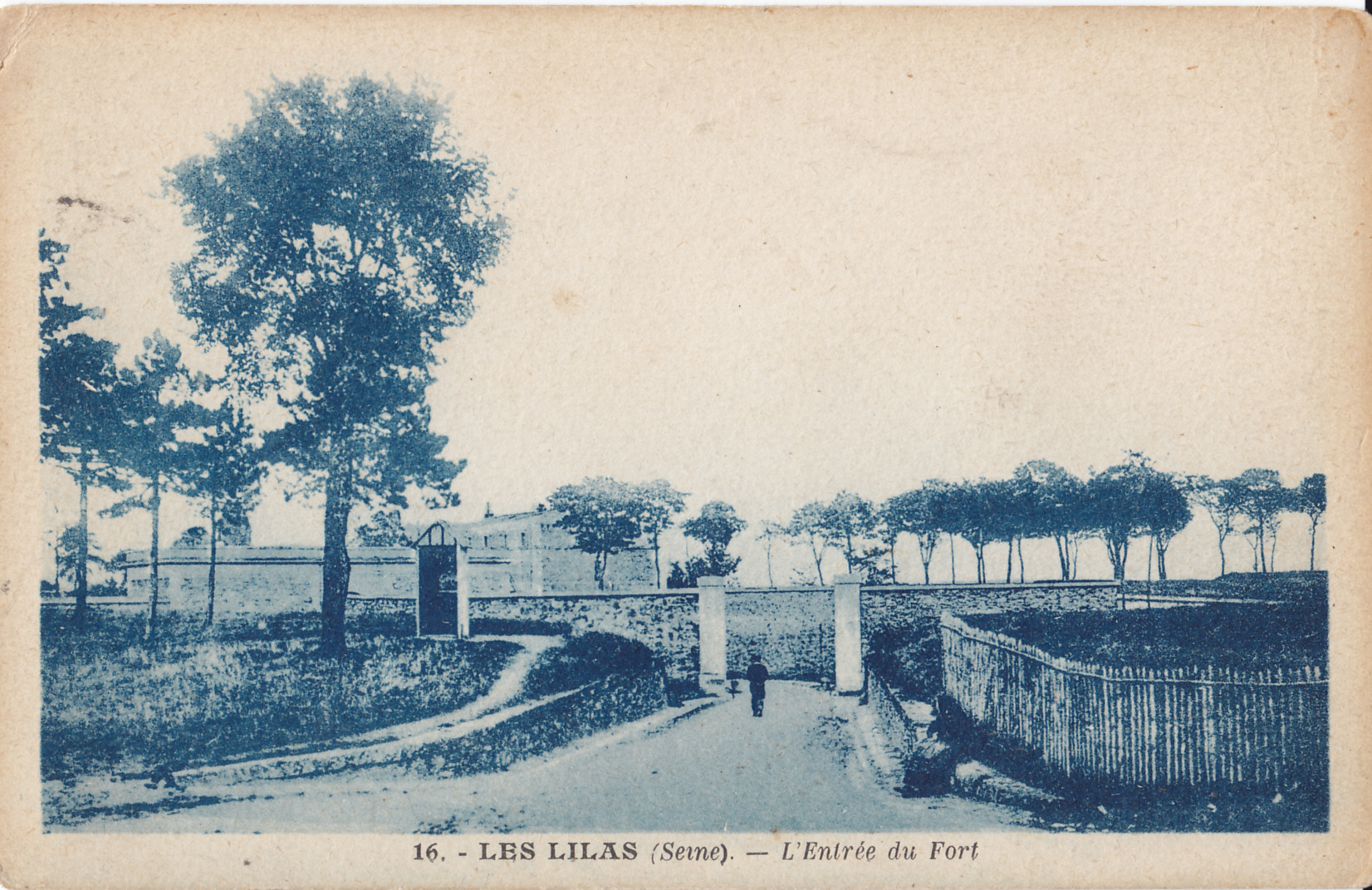
L'entrée du fort de Romainville pendant l'entre-deux-guerres.

La première femme du convoi à arriver au fort de Romainville est Maria Alonso, une Espagnole de 32 ans qui y est transférée le 1er août 1942, arrêtée pour avoir fourni une machine à ronéotyper à des résistants. Elle est rapidement désignée cheffe de la section des femmes. Marie-Thérèse Fleury, arrêtée en tant que membre d'un mouvement de résistance des PTT, arrive le même jour au fort. Dix jours plus tard, ce sont les imprimeuses et techniciennes de l'affaire Tintelin dont Madeleine Doiret, Jacqueline Quatremaire, Lucienne Thevenin, Jeanne Serre et Vittoria Daubeuf. Le 24 août arrivent les femmes prises lors du coup de filet parisien Politzer-Pican-Dallidet qui comprend Madeleine Dissoubray, Marie-Claude Vaillant-Couturier, Danielle Casanova, Charlotte Delbo et Madeleine Passot ainsi qu'une fille de seize ans, Rosa Floch, arrêtée pour avoir écrit « Vive les Anglais » sur le mur de son lycée.
Les détenues établissent un système de mise en commun des colis de nourritures pour améliorer le sort de chacune. La faim étant omniprésente, Danielle Casanova convainc les femmes des autres cellules de crier à leurs fenêtres donnant sur la rue pour obliger le directeur du fort à améliorer leur pitance. Germaine Pican et elle sont envoyées au cachot pour cette action mais la soupe devient alors plus consistante. Marie Politzer organise des séances de gymnastique et des douches froides chaque matin pour maintenir les femmes en forme.
Un bulletin d'informations — glanées en écoutant les gardes, les cuisiniers et les nouvelles arrivantes — commence à circuler dans la prison. Écrit au bleu de méthylène sur le papier d'emballage des colis de la Croix-Rouge, il est intitulé Le Patriote de Romainville. Selon Madeleine Passot, les internées sont devenues une « équipe » et selon Madeleine Dissoubray, elle n'avait pas à se « faire des amies » car elles étaient toutes très liées. Charlotte Delbo met en scène des pièces de théâtre, Cécile Charua devenant la couturière de la troupe. Le dimanche après le déjeuner, des « après-midi artistiques » sont organisées auxquelles assistent quelques gardes allemands et les hommes détenus.
Une des dernières femmes du convoi à rejoindre Romainville est Georgette Rostaing en janvier, après avoir été arrêtée sur dénonciation le 3 janvier 1943.

### Le départ

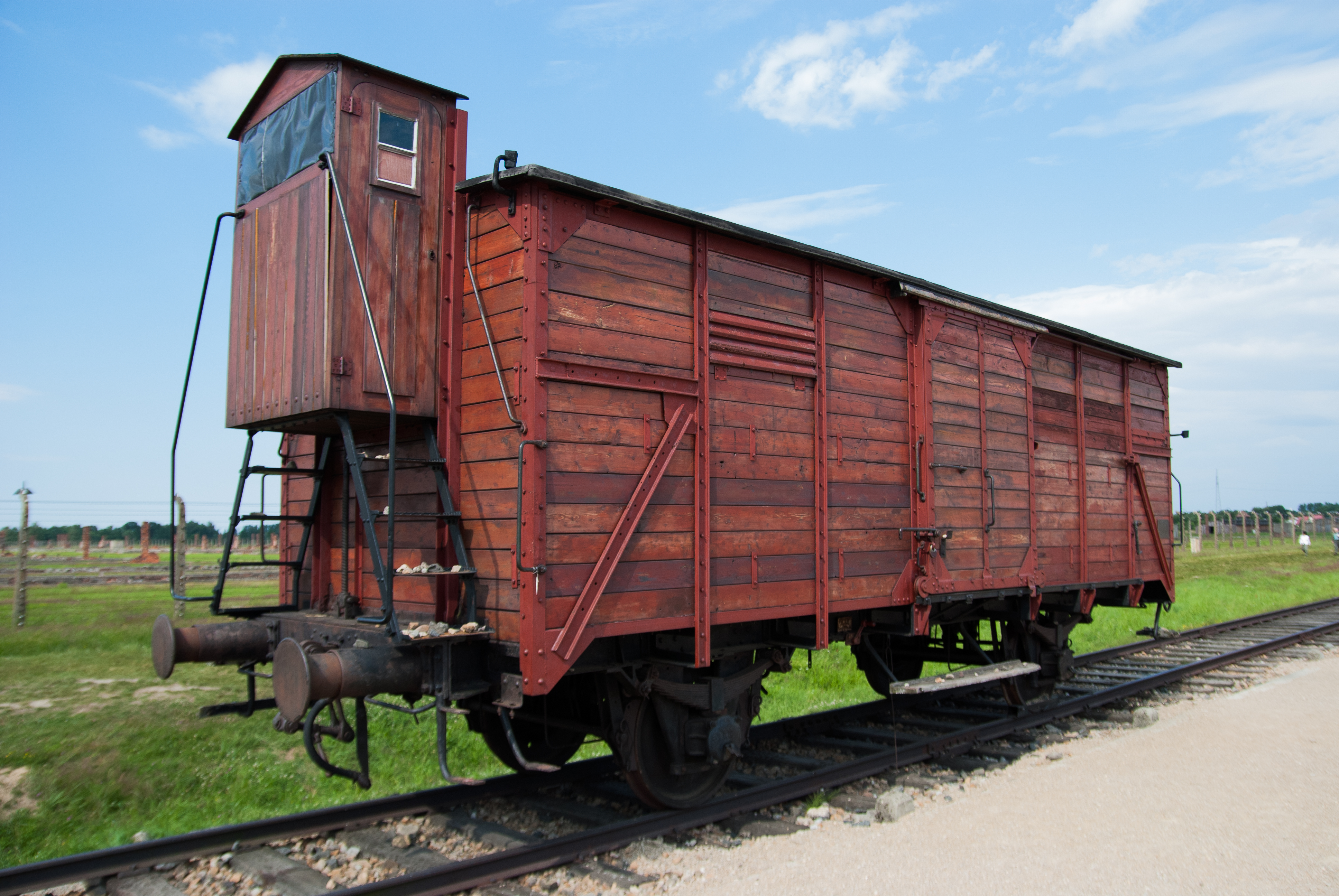
Wagon d'un train de marchandises utilisé pour les trains de la Shoah aujourd'hui exposé à Auschwitz transformé en lieu de mémoire.

Au soir du 22 janvier 1943, toutes les femmes du fort sont rassemblées et 222 d'entre elles sont appelées. On leur annonce qu'elles auront besoin d'une seule petite valise et de vêtements chauds pour leur départ. Bien que ne sachant pas leur destination finale, les femmes ne sont pas effrayées car, pour elles, travailler dans une usine en Allemagne ne pouvait pas être pire que les cellules de la Gestapo. De plus, s'étant entraidées pendant les longs mois à Romainville, elles étaient devenues amies et avaient dans l'idée de prendre soin les unes des autres où qu'elles aillent.
Le 24 janvier, les 230 femmes sont conduites à la gare de marchandises de Compiègne et montent dans les quatre derniers wagons à bestiaux car 1 446 hommes occupent la partie avant du train depuis la veille. Elles sont entre soixante et soixante-dix femmes dans ces wagons, hormis le dernier qui renferme les vingt-sept restantes. Pour le voyage, on leur donne un petit pain et un morceau de 10 cm de saucisson chacune. Dans les wagons pleins, les femmes mettent en place un système de rotation : la moitié d'entre elles s'assoient tandis que les autres peuvent s'allonger et inversement tandis que les valises sont empilées autour des tonneaux pour les besoins pour éviter qu'ils ne se renversent. Durant le trajet, à chaque arrêt, elles glissent des notes à travers les portes des wagons pour qu'ils soient postés par ceux qui les ramasseraient. Le premier jour, le train s'arrête à Châlons-sur-Marne où un cheminot leur murmure à travers les portes : « Ils sont battus. Ils ont perdu Stalingrad. Vous reviendrez bientôt. Courage, les petites. » À Halle, le train est séparé en deux, les wagons des hommes sont dirigés vers Oranienbourg-Sachsenhausen et ceux des femmes vers Auschwitz. Lors d'un des arrêts, un garde allemand leur souffle : « Profitez-en. Vous êtes en route vers un camp dont vous ne reviendrez jamais. ». À la gare de Breslau, on leur distribue une boisson tiède, leur première nourriture depuis leur départ. Elles arrivent à Auschwitz le 27 janvier au matin.
Michelle Bastien, née le 25 septembre 1920, est transférée à Romainville enceinte. Inscrite sur la liste des futures déportées du convoi des 31000, elle en est rayée grâce à l'action de ses camarades. Elle accouche en avril 1943 et est séparée de sa fille qui est envoyée chez ses grands-parents paternels. En août 1943, Michelle Bastien est déportée vers Ravensbrück mais parvient à survivre.

### À Auschwitz
Elles entrent dans le camp de concentration d'Auschwitz-Birkenau le 27 janvier 1943 en chantant La Marseillaise. Emmenées dans une baraque, certaines refusent de boire la soupe ressemblant à du gruau, se plaignant de l'odeur que dégagent les bols qu'on vient de leur donner. Elles apprendront plus tard que ces bols furent utilisés par les précédentes propriétaires — victimes de la dysenterie — pour se soulager la nuit. Ce premier jour, Danielle Casanova se porte volontaire pour devenir la nouvelle dentiste du camp, à la demande des SS, poste qui va lui permettre de trouver une place pour Maï Politzer et Betty Langlois à l'infirmerie du camp. Après son départ, les autres femmes sont obligées de se déshabiller pour remettre tous leurs objets personnels avant d'être conduites dans une seconde pièce où des détenues leur coupent les cheveux « au ras du crâne », leur tondent le pubis et désinfectent le corps avec un chiffon imbibé de pétrole. Après un bain de vapeur, elles sont tatouées à l'intérieur du bras, les chiffres allant du 31625 au 31854, ce qui donne plus tard le nom « Convoi des 31000 ». Affublées de vêtements de prisonnières soit trop grands, soit trop petits, les 230 membres cousent un F sur un triangle rouge sur leur tenue — F pour Française et le triangle rouge des déportés politiques.

Triangle rouge d'un prisonnier polonais.

Peu après, le groupe est envoyé dans le block 14, le block de quarantaine où elles restent deux semaines. Exemptées du travail dans les kommandos, elles doivent néanmoins participer aux appels, debout dans la neige durant des heures. Madeleine Dissoubray racontera plus tard que, pendant les appels, elles se soutiennent et mettent les plus frigorifiées au milieu pour leur tenir chaud. Les premières à mourir sont les femmes les plus âgées comme Marie Grabb (63 ans), une résistante de la région de Tours, qui meurt avant l'appel le premier jour et Léona Bouillard (57 ans), originaire des Ardennes, qui ne se relève pas après être tombée par terre lors du deuxième appel. Pendant leur séjour en quarantaine, plusieurs autres femmes meurent : Léa Lambert, Suzanne Costentin — battue à mort par un garde — et Yvonne Cavé qui, devant aller à l'appel après qu'on lui a volé ses chaussures, meurt de ses engelures le soir-même ainsi que les trois femmes soupçonnées d'avoir dénoncé des membres de la Résistance — Antoinette Bibault, Jeanne Hervé et Lucienne Ferre — qui avaient été ostracisées par les autres déportées françaises à leur arrivée à Auschwitz.
Le 10 février a lieu la « course ». Après avoir passé la journée debout dans la neige, les 15 000 femmes du camp sont forcées de courir devant les médecins et les gardes qui font une « sélection », sortant des rangs les plus faibles, ce que certains considèrent comme un acte de représailles des SS après la victoire des Soviétiques à Stalingrad. Ce jour-là, 14 d'entre elles sont prises, dont Mme Van Der Lee, Sophie Brabander, Yvonne B., Sophie Gigand — dont la fille Andrée est morte dans les premiers jours au camp — et Aminthe Guillon. Alice Viterbo, envoyée au block 25, après être tombée dans la neige à cause de sa jambe de bois, meurt plusieurs semaines plus tard : en effet, les autres déportées l'ont régulièrement vu demander de la nourriture à travers les barreaux du block puis un jour, il n'est resté que la jambe de bois dans la neige. Deux jours après la « course », le 12 février, les femmes du convoi sont envoyées au block 26. Le lendemain, après deux heures de marche dans la neige, elles sont chargées de déblayer un champ à la pelle, qui fait partie du projet d'agrandissement de Birkenau. Pour toute nourriture, elles reçoivent un demi-litre de café noir le matin, de l'eau épaissie en guise de soupe le midi et 300 g de pain le soir, parfois agrémenté de margarine, de confiture, de saucisse ou de fromage. À la même époque meurent Berthe Lapeyrade, qui refuse de se relever après être tombée dans un marécage et est battue à mort, Alice Varailhon, abattue par un garde, et Annette Epaud, envoyée au block 25 puis à la chambre à gaz pour avoir donné de l'eau à une détenue qui en réclamait.
Au printemps 1943, une épidémie de typhus — propagée par des prisonniers arrivés de Lublin en avril 1941 — ravage le camp. Les Françaises commencent à tomber malades et à mourir les unes après les autres. D'abord Raymonde Sergent en mars, puis Maï Politzer — qui meurt en quelques jours —, Rosa Floch, la plus jeune du convoi et puis une nuit, Andrée Tamisé, déjà affaiblie par la dysenterie et que sa sœur porte à l'extérieur du block le lendemain matin et enfin, Claudine Guérin, qui perd l'esprit à cause de la fièvre. Le 10 avril 1943, elles ne sont plus que soixante-dix. Le 1er mai, c'est Danielle Casanova qui tombe malade et, malgré le vaccin inoculé par les médecins SS, succombe à la maladie 9 jours plus tard.
Pour les survivantes, la raison pour laquelle elles ont survécu est leur esprit de groupe et la conscience que leur sort dépendait les unes des autres. Cécile Charua racontera : « On ne se posait pas la question de savoir qui on aimait et qui on n'aimait pas, ce n'était pas tant de l'amitié que de la solidarité. On faisait juste en sorte de ne laisser personne seul. ». Comme lorsqu'elles ont aidé Charlotte Delbo, malade du typhus, à s'orienter lorsqu'elle a provisoirement perdu la vue ou lorsqu'elles ont caché Aimée Doridat, en béquilles après avoir été amputée, lors des sélections. Elles partagent aussi leur nourriture : lorsque Germaine Pican trouve un corbeau mort dans les marais où elle travaille, chacune peut en avoir une bouchée.

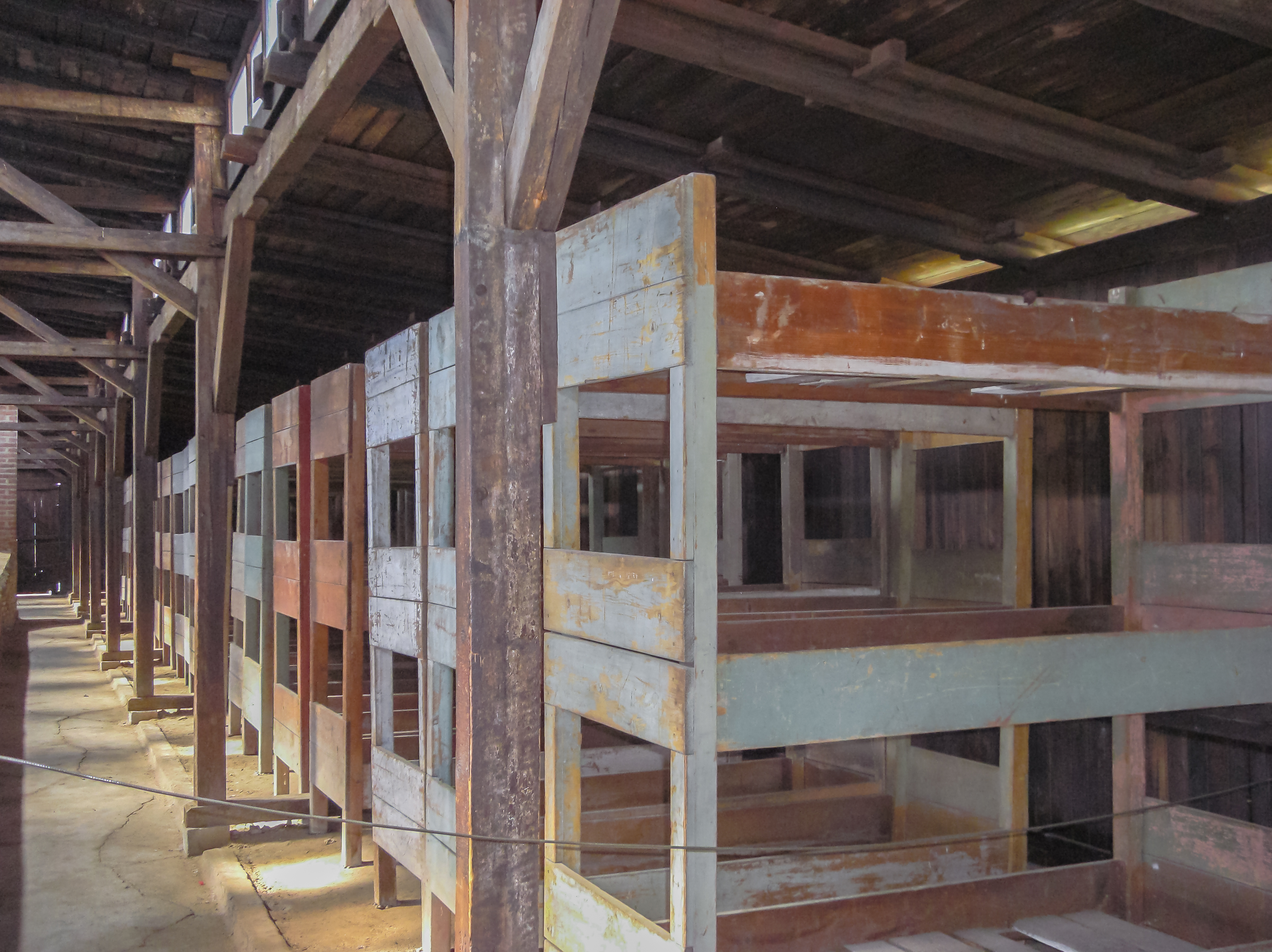
Intérieur d'un block à Auschwitz.

Peu après leur arrivée, cinq femmes — Madeleine Dechavassine, Marie-Élisa Nordmann-Cohen, Hélène Solomon-Langevin, Laure Gatet et Alice Loeb — sont désignées pour aller travailler dans le kommando Raisko dirigé par l'Obersturmbannführer Joachim Caesar. Celui-ci est chargé de la production de kok-saghiz, un pissenlit contenant du latex dans sa racine, utilisé pour créer du caoutchouc. Alice Loeb et Laure Gatet meurent avant la création du kommando. Celles qui y sont s'efforcent de faire admettre leurs camarades car c'est l'un des kommandos les moins dangereux de Birkenau. Situé à l'extérieur du camp et composé d'une ancienne école entourée de champs et de serres, il est dirigé par un SS ayant peur de la contagion et qui autorise les femmes à être propres et en bonne santé. Tandis que les plus qualifiées en chimie sont assignées au laboratoire pour faire des expériences, les autres travaillent dans les champs, s'occupent des plants ou assistent les chimistes.
Au début de l'été, Marie-Claude Vaillant-Couturier apprend au détour d'une conversation espionnée que les Françaises devraient être transférées à Ravensbrück. En effet, fin avril, Emmanuel Fleury, l'époux de Marie-Thérèse Fleury, avait reçu par des contacts de la Résistance l'avis de décès de sa femme envoyé par l'infirmerie d'Auschwitz aux parents de celle-ci. Le télégramme avait alors été communiqué à la Résistance française à Londres et diffusé dans l'émission Radio Londres sur la BBC. À la même période, les familles des déportées envoient des lettres à la Croix-Rouge française et au gouvernement pour demander des nouvelles de leurs proches à la suite de plusieurs autres avis de décès parvenus en France dont 19 rien que pour la région de la Gironde. Le 17 août, un tract du Front National repris dans l'émission de Radio Londres de Fernand Grenier évoque le transfert à Auschwitz des prisonnières communistes auparavant détenues au fort de Romainville et les conditions de détention de ces femmes. Lorsqu'ils découvrent qu'il n'y a qu'un robinet pour 5 000 femmes, ils pensent à une erreur et donnent l'information d'un robinet pour 500 femmes. Sûrement à la faveur de ces événements — bien qu'aucun document n'ait été retrouvé pour l'attester —, les Françaises reçoivent l'autorisation d'écrire une lettre à leur famille, en allemand obligatoirement et avec l'interdiction de parler de leurs conditions de détention. Elles découvrent aussi que les trente-sept d'entre elles toujours à Birkenau — les autres étant à Raisko — vont être mises dans le block de quarantaine mais il est trop tard pour Marie Alizon, Viva Nenni et France Rondeaux qui meurent toutes les trois du typhus peu avant. Pour les survivantes, sans ce transfert, aucune n'aurait survécu.
Elles commencent alors à écrire leurs lettres, en utilisant des codes pour ne pas être comprises des Allemands sous peine d'être sanctionnées comme Yvonne Noutari, envoyée en commando disciplinaire pour avoir écrit « les beaux jours refleuriront » — suggérant la fin du cauchemar nazi — dans une de ses lettres. Elles sont également autorisées à recevoir des colis de nourriture qu'elles partagent entre elles. Pendant six mois, les femmes de Birkenau restent en quarantaine tandis que les autres travaillent à Raisko. Un dimanche, le groupe organise une représentation du Malade imaginaire de Molière grâce à Claudette Bloch — qui connaît tous les vers par cœur —, Charlotte Delbo qui s'occupe de la mise en scène et Cécile Charua des costumes. La situation change totalement au début de l'année 1944.

### Transfert à Ravensbrück

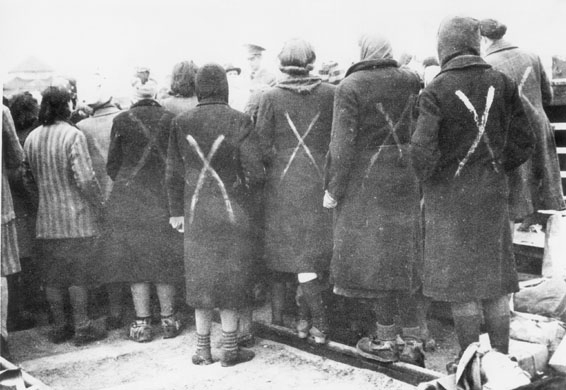
Détenues du camp de Ravensbrück.

Début 1944, un garde SS annonce que les Françaises qui se trouvent à Raisko doivent rentrer à Auschwitz. Inquiètes, les femmes prennent chacune un petit sac en tissu et font le chemin jusqu'au camp en chantant La Marseillaise. Le 7 janvier, dix femmes du kommando Raisko sont transférées à Ravensbrück mais deux sont finalement retenues car elles ont de la fièvre. Durant le trajet, le train fait une escale à Berlin où les prisonnières sont autorisées à aller aux toilettes avant de monter dans un second train, rempli de civils et d'officiers de la Gestapo. À leur arrivée, après une douche et un examen gynécologique, elles reçoivent de nouvelles tenues, des vêtements pris dans les bagages des déportées et peinturlurés d'une grande croix blanche sur l'avant et l'arrière. Dans le camp, les plus nombreuses sont les Polonaises qui ont récupéré les meilleurs postes. Les nouvelles arrivées sont envoyées coudre des uniformes militaires allemands ; si l'objectif journalier n'est pas atteint, elles sont battues par une des gardes. Le groupe, dont les membres sont toujours conscientes que l'union leur permettra de survivre, reçoit un coup terrible lorsque Marie-Jeanne Pennec est transférée, seule, en Tchécoslovaquie.
Après la venue d'une commission internationale à Auschwitz, on propose au groupe de Françaises encore sur place d'aller travailler en Allemagne mais elles refusent, craignant un piège. Elles sont alors envoyées dans une baraque près de la ligne de chemin de fer pour y coudre des croix sur les vêtements civils donnés aux nouvelles arrivantes. Pendant ce printemps et cet été là, seules cinq femmes meurent dont Sylviane Coupet, 17 ans. Le 4 août 1944, celles qui étaient en quarantaine depuis l'année précédente à Auschwitz arrivent aussi à Ravensbrück, sauf Marie-Jeanne Bauer et Marcelle Mourot qui sont alors au revier. Le 16, les dernières membres du kommando de Raisko sont transférées. Classées Nacht und Nebel, elles ne peuvent pas envoyer de lettres, ni aller travailler dans des kommandos extérieurs au camp. Parmi elles, Marie-Élisa Nordmann, Marie-Claude Vaillant-Couturier et Adélaïde Hautval sont mises dans le block 32 qui rassemble les prisonnières les plus « secrètes » et où se trouvent déjà Geneviève de Gaulle, Germaine Tillion et Anise Postel-Vinay. Ce block accueille aussi des détenues, majoritairement polonaises, qui ont survécu aux expérimentations du médecin Karl Gebhardt et dont les autres femmes prennent soin.
Au bout de quelques semaines, ce que les femmes craignaient le plus se produit : elles vont être séparées. Un groupe, composé de Cécile Charua, Poupette Alizon, Carmen, Lulu Thévenin et Gilberte Tamisé, est mis dans un convoi en direction de Beendorf (Basse-Saxe), une usine fabriquant des missiles V1 et V2 située dans une ancienne mine de sel à 600 m de profondeur. Là-bas, elles mettent en place de petits actes de sabotage : ne pas assez serrer les vis, faire des trous trop gros, mettre du sel dans la graisse ou encore, faire tomber les pièces les plus fragiles pour les briser. Peu après leur départ, Hélène Solomon est envoyée, seule, en tant qu'infirmière dans une usine Bosch pour y fabriquer des masques à gaz près de Berlin. En apprenant son transfert, elle pleure.
En raison de l'afflux de plus en plus massif de déportées provenant des camps situés plus à l'Est au fur et à mesure de l'avancée de l'Armée rouge, Ravensbrück est de plus en plus surpeuplé. Pour y faire face, le Jugendlager — un ancien camp annexe reconverti — est ouvert pour servir de mouroir aux femmes trop faibles pour travailler. Adélaïde Hautval et d'autres médecins-prisonniers sont chargées d'établir la liste des femmes qui doivent y être envoyées mais elles finissent par tenter de sauver leurs patientes. Lorsque Hélène Bolleau se casse la jambe, Adélaïde Hautval lui fabrique une attelle avec des morceaux de bois maintenus par des bandages en papier et ses amies la cachent dans l'espace en dessous des chevrons dans leur baraque pour qu'elle ne soit pas découverte. Aimée Doridat y est envoyée mais est finalement ramenée à Ravensbrück par une kapo compatissante et elle est cachée par ses amies lors des sélections suivantes. À la même période, Germaine Tillion et Marie-Claude Vaillant-Couturier  — utilisant du papier volé dans son usine de textile par Anise Postel-Vinay —  commencent à prendre des notes sur le camp et leur détention dans une écriture si petite qu'elle est presque illisible à l’œil nu.

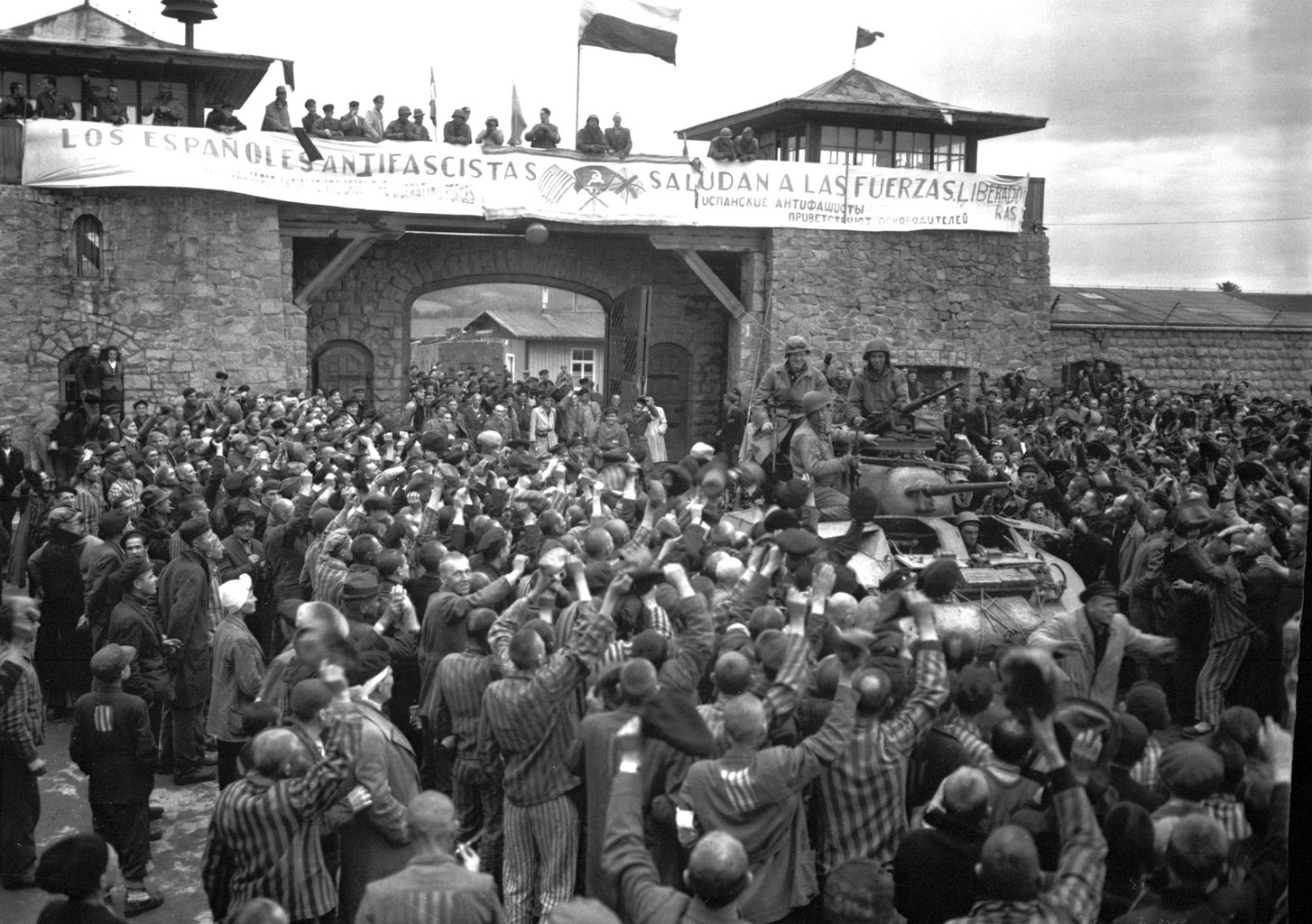
Libération du camp de concentration de Mauthausen par la 11e division blindée de la 3e armée des États-Unis.

Le 2 mars 1945, 585 femmes dont 33 Françaises sont mises dans un convoi à destination de Mauthausen, une ancienne forteresse médiévale reconvertie en camp en 1938 et située près de Linz (Autriche). Elles y arrivent le 7 après avoir marché sur les derniers kilomètres et sans avoir mangé de tout le trajet. Sur place, elles sont envoyées à la douche où leurs parties génitales sont désinfectées à la brosse. Marie-Élisa Nordmann est affectée comme infirmière au revier. Employées à déblayer les voies de la gare d'Amstetten, trois d'entre elles — Charlotte Decock, Olga Melin et Yvonne Noutari — meurent lors d'un bombardement le 21 mars. Le 22 avril 1945, les trente Françaises survivantes de Mauthausen sont convoquées et apprennent que la Croix-Rouge est arrivée pour les évacuer. Elles découvriront des années plus tard qu'Hitler avait ordonné de les tuer mais qu'à cause des lignes de téléphones coupées, le message n'avait pu être transmis aux gardes.

### La libération
Le 25 janvier 1945, l'Armée rouge entre dans le camp d'Auschwitz et libère les prisonniers abandonnés par les gardes. Parmi eux se trouve Marie-Jeanne Bauer, la dernière Française du convoi du 24 janvier 1943 qui soit encore là. Quelques jours après la libération, elle se fait tirer dessus par un soldat soviétique ivre mais la balle ne fait que lui frôler l'aorte avant de ressortir par son omoplate et elle survit. Première libérée, elle est la dernière à rentrer en France, le 15 juillet 1945.

Les Bus blancs de la.

Au camp d'Oranienbourg, les détenues subissent une marche de la mort qui dure douze jours jusqu'à ce que les SS finissent par les abandonner. Avec d'autres Françaises, elles quittent la colonne et rencontrent des soldats français qui s'occupent d'elles et les emmènent en charrette jusqu'à un campement américain. Elles sont ensuite transportées en camion jusqu'à Lille où la Croix-Rouge française les attend. Hélène Solomon pèse trente-cinq kilos.
Les cinq de Beendorf sont, elles, transférées en train vers le camp de Neuengamme le 10 avril, avec 5 000 autres prisonniers. Le voyage dure 12 jours, entrecoupé par des arrêts liés aux bombardements alliés. Les prisonniers sont si serrés dans les wagons qu'ils ne peuvent s'asseoir, s'allonger et se mettre debout qu'à tour de rôle. Arrivés sur place, les SS et leurs prisonniers découvrent que le camp a été abandonné le matin même. Elles sont rejointes là par Mado Doiret qui a passé les derniers mois dans une usine Siemens. Finalement, elles sont acheminées en train avec les autres déportés vers un camp près de Hambourg. Là, elles sont chargées de creuser des tombes mais quelques jours plus tard, les gardes leur annoncent qu'elles vont être remises à la Croix-Rouge. Transportées en train vers Copenhague (Danemark), les six femmes reçoivent du pain blanc, du beurre, du fromage, de la confiture et du chocolat. Sur place, leurs vêtements sont brûlés et leur peau désinfectée avant que leur soient attribués de nouveaux vêtements. Les six femmes sont ensuite envoyées à Malmö (Suède) pour se rétablir.
Pendant ce temps, des négociations étaient en cours entre le comte Bernadotte, président de la Croix-Rouge suédoise, Norbert Masur, représentant du Congrès juif mondial et Heinrich Himmler pour la prise en charge des prisonnières de Ravensbrück par la Croix-Rouge. Début avril, le premier groupe de malades est évacué du camp. Le 23 avril finalement, les 488 Françaises, 231 Belges et 34 Hollandaises sont libérées par la Croix-Rouge et évacuées. Les dernières femmes sont libérées par l'Armée rouge le 30 avril. Simone Loche est évacuée par la Croix-Rouge après avoir été opérée par un médecin russe et passe plusieurs mois en rééducation dans un hôpital de Créteil. Adelaïde Hautval et Marie-Claude Vaillant-Couturier décident, elles, de rester sur place pour s'occuper des malades et n'acceptent d'être rapatriées que lorsque leur dernière patiente a quitté le camp.
Des 230 du départ, seules 49 ont survécu, soit un taux de décès de l'ordre de 79 %. Sur les 20 Tourangelles déportées, Hélène Fournier est la seule survivante. Ce pourcentage de survivantes par rapport aux autres convois peut s'expliquer par les incohérences de la politique du camp, par les personnalités connues qui se trouvaient dans le groupe et par la grande solidarité qui les liaient toutes. Les survivantes se donnent pour mission de témoigner sur le sort de leurs compagnes et doivent parfois annoncer la nouvelle du décès aux familles.

### Après la guerre

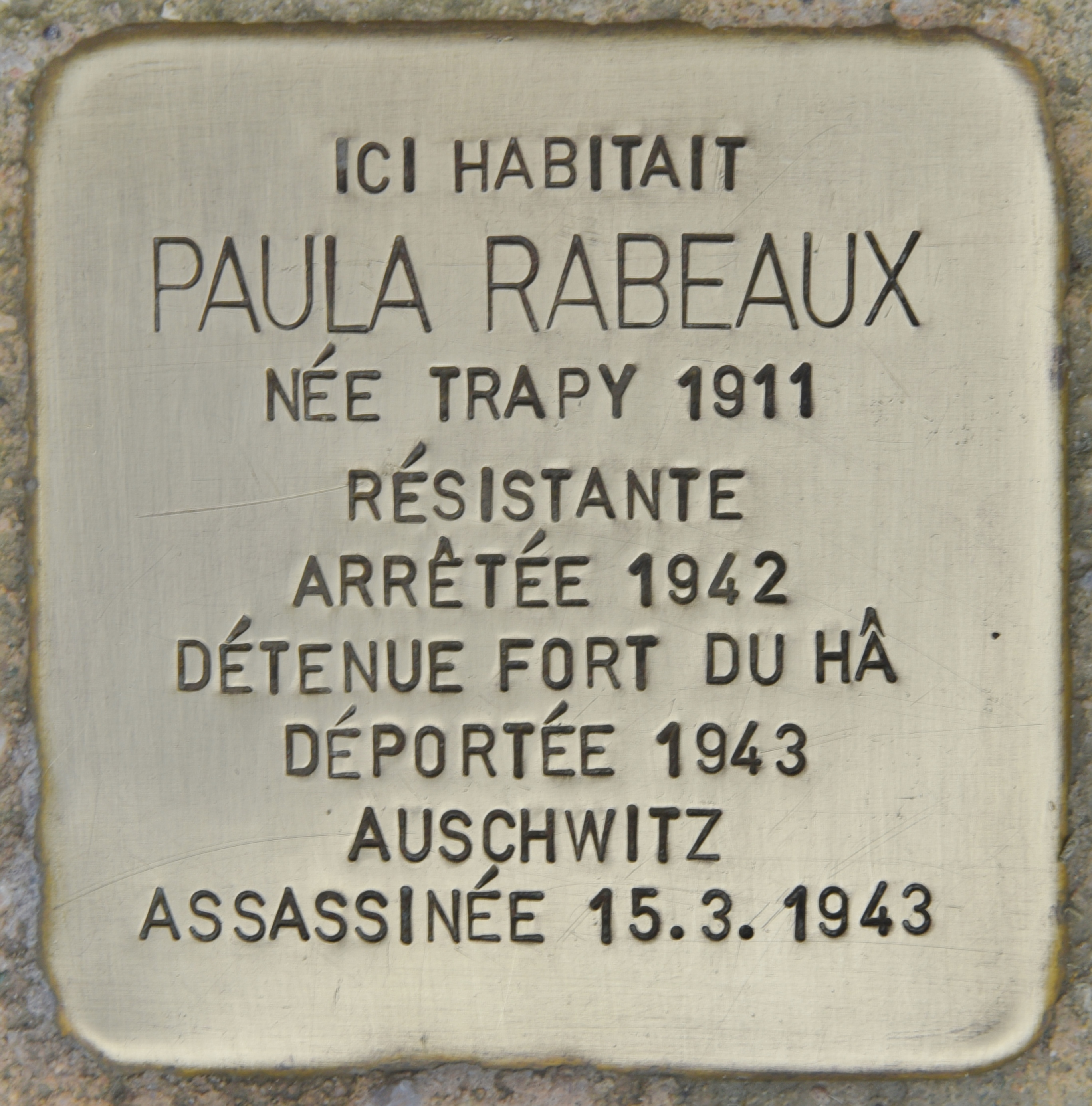
Stolpersteine en hommage à Paula Rabeaux (no 31725) posée devant son dernier domicile, 75 rue du Maréchal Joffre à Bègles.

Betty Langlois témoigne lors du procès de Fernand David, responsable des Brigades spéciales à Paris qui avaient envoyé plusieurs membres du convoi en déportation. Ce dernier fut condamné à être fusillé après dix-sept minutes de délibération ainsi que Lucien Rottée, ancien membre des Renseignements généraux. Poinsot, directeur des Renseignements généraux en Charente et en Gironde et responsable de l'arrestation d'Aminthe et Yvette Guillon notamment, est fusillé à Riom le 12 juillet 1945 tandis que Ferdinand Vincent, un ancien informateur ayant dénoncé Annette Epaud est passé au peloton d’exécution en 1949. Marie-Claude Vaillant-Couturier témoigne le 28 janvier 1946 lors du procès de Nuremberg.
Adélaïde Hautval reçoit le titre de Juste parmi les nations en 1965 pour avoir tenté de sauver ses patientes dans les revier des différents camps où elle fut internée. Annette Epaud reçut également le titre de Juste parmi les nations à titre posthume en 1998 pour avoir donné de l'eau aux femmes agonisantes dans le block 25 d'Auschwitz — dont de nombreuses femmes juives —, acte qui lui valut d'être envoyée à la chambre à gaz quelques jours plus tard.
Dans les années 1960 et 1970, Charlotte Delbo se tournera vers l'écriture et écrira sa trilogie intitulée Auschwitz et après — Aucun de nous ne reviendra, Une connaissance inutile et Mesure de nos jours — dans laquelle elle raconte, à travers de courtes scènes, des poèmes, des impressions, ce qu'elle a vécu pendant ses deux ans de déportation. En 1965, elle publie également Le Convoi du 23 janvier, une compilation de courtes biographies des 230 femmes déportées avec elle.
Beaucoup de survivantes ont subi des conséquences de leurs années de détention, des problèmes de santé (arthrite, séquelles du typhus), d'épuisement chronique ou encore de dépression.
La dernière survivante, Christiane (Cécile) Charua, est morte fin octobre 2016 à l'âge de 101 ans.

## Composition du convoi
Le convoi des 31000 comprend 230 femmes, majoritairement arrêtées pour actes de résistance. C'est le seul convoi transportant uniquement des femmes de la Résistance dans le cadre de l'opération « Nuit et brouillard ». 85 % des femmes sont résistantes et, pour moitié, des résistantes communistes (sur 230, 119 sont communistes). Douze sont membres d'un réseau de passeurs de la ligne de démarcation, trente-sept viennent de l'affaire Pican-Dallidet-Politzer, dix-sept font partie du réseau Tintelin et quarante viennent de Charente, Charente-Maritime ou de Gironde, tandis qu'une vingtaine d'entre elles n'ont rien à voir avec la Résistance. Parmi elles, trois sont des délatrices, accusées d'avoir vendu des Juifs ou des résistants aux Allemands. Pour soixante-six d'entre elles, leur époux a été tué par les nazis, fusillé ou est mort en déportation. Quatre-vingt-dix-neuf de ces femmes ont, en tout, cent-soixante-sept enfants, dont le plus jeune a à peine quelques mois et seulement seize d'entre elles sont revenues. Deux-cent-vingt-deux viennent du fort de Romainville, six de la prison de Fresnes et les deux dernières du dépôt.
Parmi elles, cinquante-quatre ont plus de 44 ans (aucune survivante), vingt-et-une ont entre 40 et 44 ans (six survivantes), trente-huit ont entre 35 et 40 ans (huit survivantes), soixante-six ont entre 25 et 35 ans (dix-sept survivantes) et cinquante ont entre 17 et 25 ans (dix-huit survivantes). Concernant leur lieu d'origine, cent-six viennent d'Île-de-France, quatre-vingt-cinq viennent de villes de plus de 10 000 habitants, trente-deux de villes de moins de 10 000 habitants ou de villages, et pour six d'entre elles, l'information est inconnue. Neuf d'entre elles ne sont pas françaises.
Concernant leurs origines professionnelles, il y a quatre chimistes (dont Marie-Élisa Nordmann-Cohen), trois médecins (Maï Politzer, Danielle Casanova et Adélaïde Hautval), vingt-et-une couturières, quarante-deux femmes au foyer, une chanteuse et quelques étudiantes.

### Liste des déportées

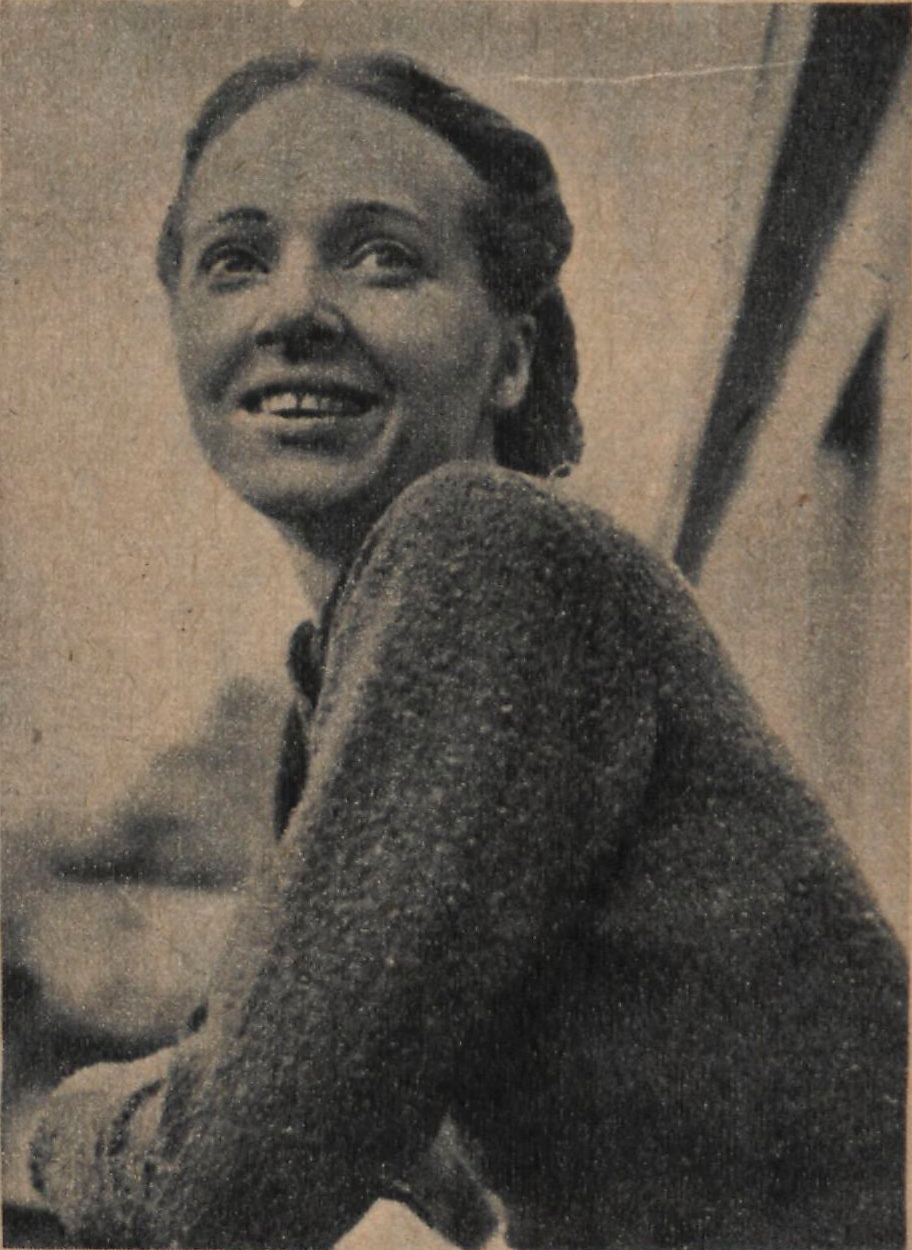
Marie-Claude Vaillant-Couturier en 1946.
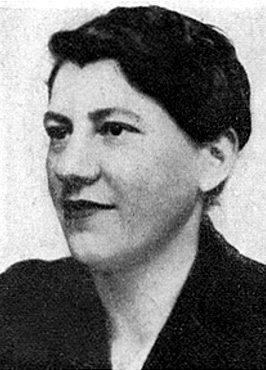
Hélène Solomon-Langevin en 1945.
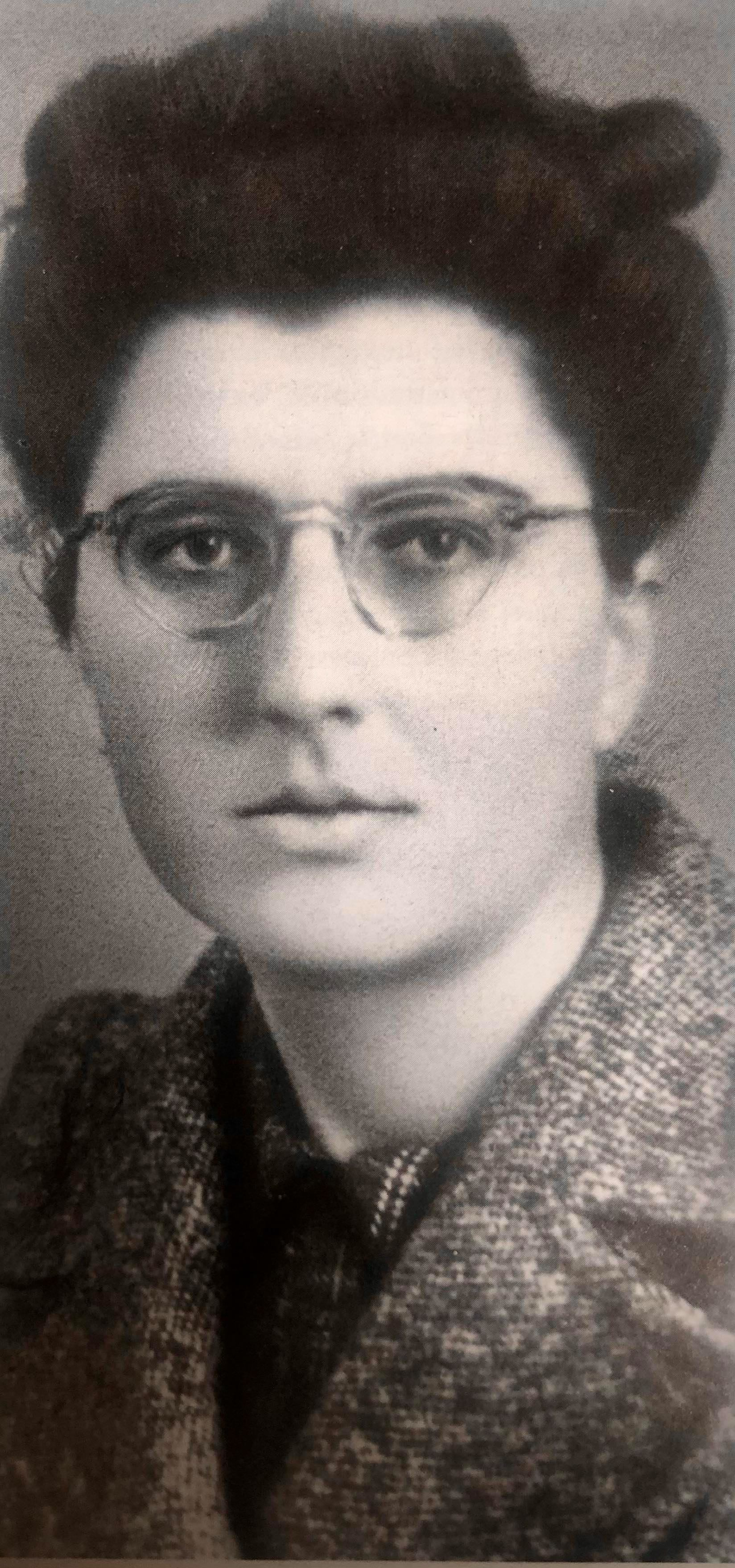
Laure Gatet en 1940.
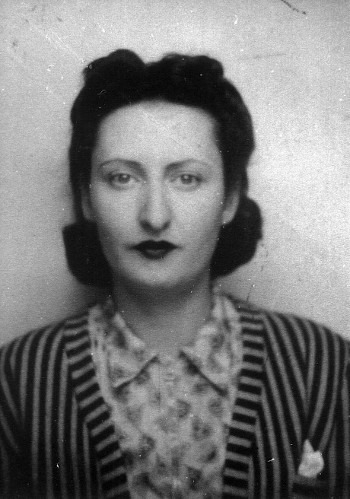
Vittoria Daubeuf dans les années 1940.
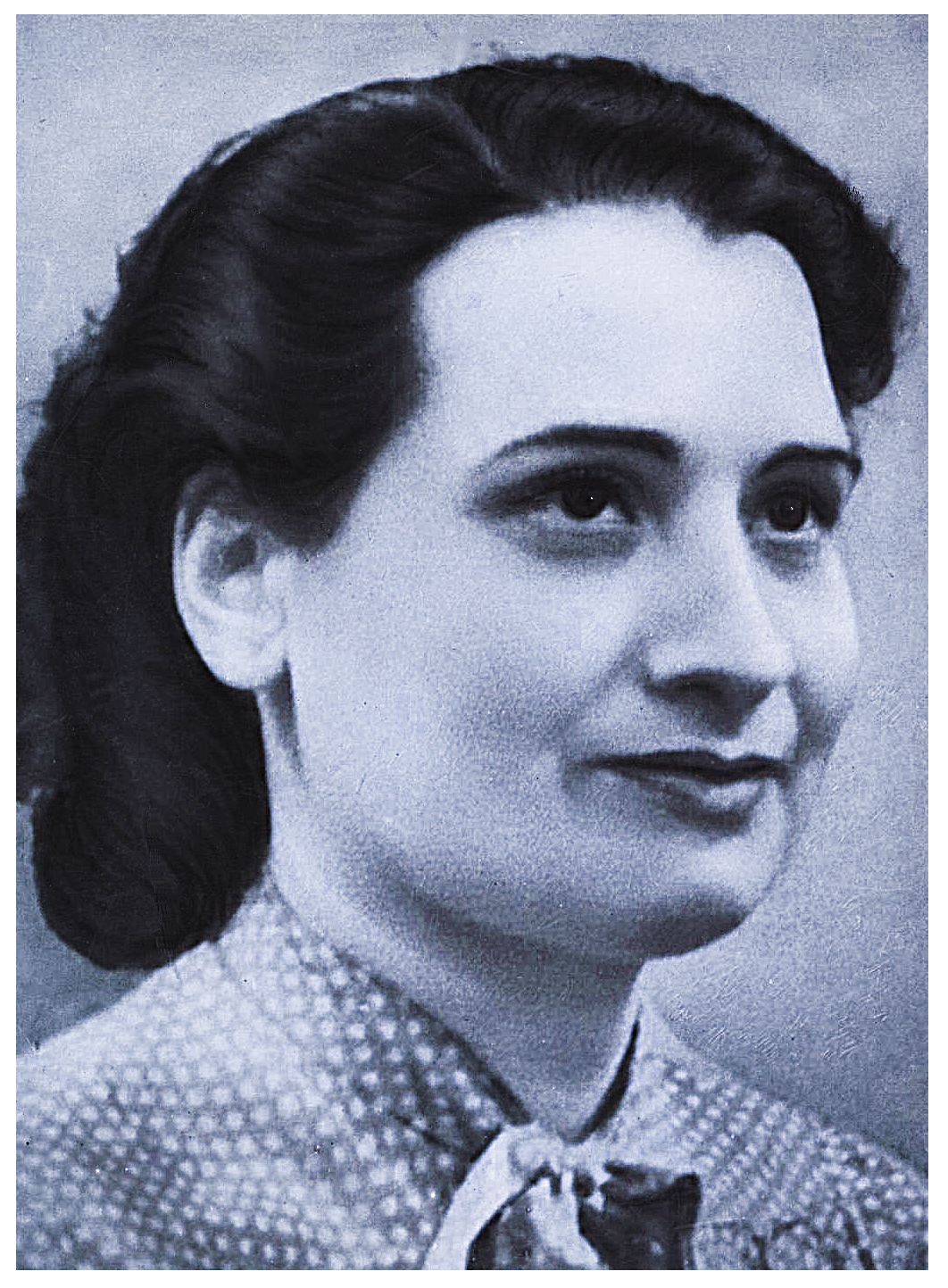
Danielle Casanova dans les années 1940.
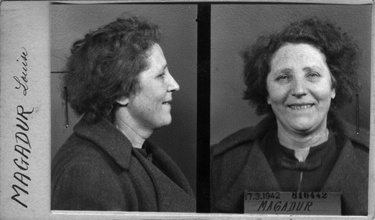
Louise Magadur en 1942.
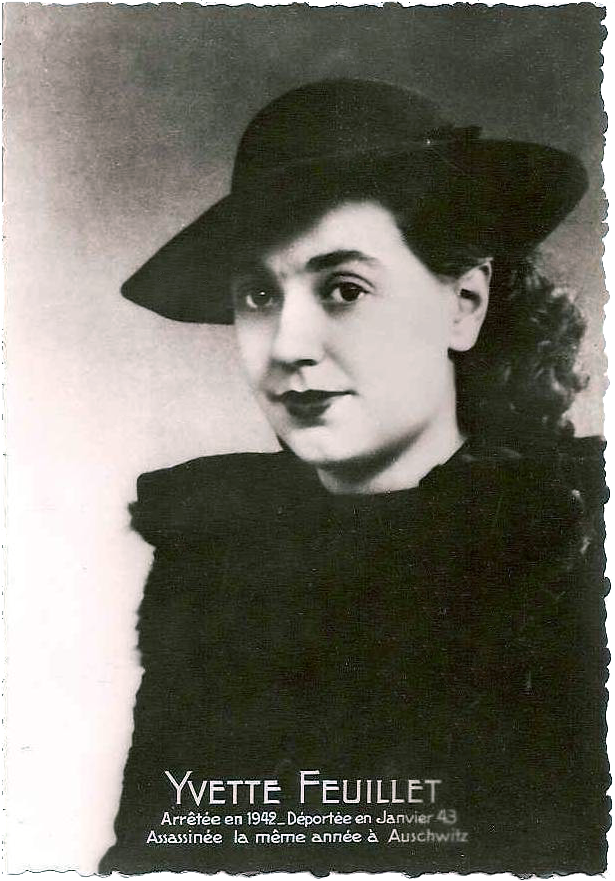
Yvette Feuillet en 1938.

- Jeanne Alexandre, née Borderie, dite Muguette, matricule 31779, résistante FTPF, morte le 8 mars 1943 de dysenterie au revier de Birkenau, elle est homologuée adjudant dans la Résistance intérieure française avec le statut de déportée résistante[17].
- Marie Alizon, matricule 31777, membre du réseau Johnny, meurt au revier le 3 juin 1943 des suites d'une otite[18].
- Simone Alizon, matricule 31776, dite Poupette, sœur de Marie Alizon, survivante[18], décorée de la Légion d'honneur[b 64]. Elle meurt à 88 ans, le 24 juillet 2013[19].
- Maria Alonso, dite Josée, matricule 31778, infirmière, résistante communiste, morte d'une double pneumonie à la mi-février 1943, est homologuée sergent dans la Résistance intérieure française[20].
- Hélène Antoine, née Demangeat, matricule 31775, meurt, selon le ministère des Anciens combattants « entre février et juin 1943 »[a 15].
- Marie-Jeanne Bauer, née Gantou, matricule 31651, infirmière, résistante communiste, survivante. Son mari, Jean-Paul Bauer, est fusillé au Mont-Valérien le 23 mai 1942[21].
- Gabrielle Bergin, née Richoux, matricule 31..., morte le 23 mars 1943[a 16].
- Eugenia, dite Jeanne Beskine, matricule 31837, est prise lors de la « course » du 10 février 1943 et morte au block 25 quelques jours plus tard[22].
- Antoinette Besseyre, née Tressard, matricule 31763, survivante, homologuée adjudant dans la Résistance intérieure française[a 14].
- Antoinette Bibault, matricule 31771, soupçonnée d'avoir dénoncé des membres de la Résistance, est morte le 5 ou le 6 février 1943 pendant la nuit[a 14].
- Félicienne Bierge, née Pintos, matricule 31734, résistante communiste, survivante[23].
- Rose Blanc, dite Rosette, matricule 31652, militante de l'Union des jeunes filles de France, contracte le typhus et meurt en avril 1943[24],[25]
- Claudine Blateau, née Pinet, matricule 31737, survivante, homologuée soldat de 2e classe dans la Résistance intérieure française[a 17].
- Yvonne Blech, née Vauder, matricule supposé 31653, résistante communiste, entre de son plein gré au revier et meurt de dysenterie le 11 mars 1943[a 18],[26].
- Emma Bolleau, née Laumondais, matricule 31806, mère d'Hélène Bolleau, arrêtée alors qu'elle apporte un colis à sa fille, elle meurt de dysenterie le 20 mars 1943[27].
- Hélène Allaire, née Bolleau, matricule 31807, fille d'Emma Bolleau, résistante communiste, survivante[28].
- Josée Bonenfant, matricule 31848, arrêtée parce que son époux cache des armes pour les FTP, elle meurt fin février 1943[a 19].
- Yvonne Bonnard, matricule supposé 31607, est morte le 7 avril 1943 selon le registre, en février 1943 selon les rescapées[29].
- Yvonne Boutgourg, née Toublanc, matricule 31792, femme d'un fermier prisonnier de guerre, a fait partie du convoi parce qu'elle n'avait pas révélé sa grossesse pendant son internement au fort de Romainville, est prise pendant la « course » du 10 février 1943. Ses compagnes voient son cadavre le 12 février dans la cour du block 25[30].
- Léona Clémence Bouillard, née Raveau, matricule 31..., résistante communiste, est morte lors d'un appel dans les premiers jours au camp[a 20].
- Alice Boulet, née Paris, matricule 31..., résistant communiste, est morte de la dysenterie début mars 1943[a 20].
- Hélène Brabander, matricule 31695, est admise au revier atteinte du typhus et y meurt le 23 mai 1943 selon l'acte de décès, le 12 ou le 13 mai selon les survivantes[31].
- Sophie Brabander, matricule 31694, ne réussit pas le test de sélection de la « course » du 10 février 1943, est transférée au block 25 et y meurt le 22 février 1943[31].
- Georgette Bret, née Fourcade, matricule 31747, résistante communiste, est morte du typhus le 20 mai 1943[a 21].
- Simone Victorine Brugal, née Pichon, matricule 31705, est morte à Birkenau au début de février 1943[a 22].
- Marcelle Bureau, matricule 31..., résistante communiste, est morte après plusieurs jours de délire lié au typhus le 16 avril 1943[a 23].
- Alice Cailbault, née Gardelle, matricule 31738, résistante FTP, est morte le 8 ou 9 mars 1943. Ses parents reçoivent un avis officiel d'Auschwitz[a 24].
- Germaine Cantelaube, née Charles, matricule 31740, est morte de la dysenterie au revier le 31 mars 1943[a 24].
- Yvonne Carré, née Calmels, matricule 31760, est morte de la gangrène au début de mars 1943[32].
- Danielle Casanova, née Périni, matricule 31655, chirurgienne-dentiste, est morte du typhus le 9 mai 1943 et décorée de la Légion d'honneur à titre posthume[33].
- Hélène Castera, née Vervin, matricule 31719, est morte de la dysenterie début mars 1943[a 25].
- Yvonne Cavé, née Richard, matricule 31..., est morte d'engelures aux jambes après le vol de ses chaussures[34].
- Camille Champion, née Chuat, matricule 31656, est morte du typhus en avril 1943[a 26].
- Christiane Charua, dite Cécile, matricule 31650, membre des FTP, survivante[16],
- Marie Chaux, née Sapin, matricule 31824, lève la main pendant un appel pour rejoindre les personnes âgées et est exécutée entre le 3 et le 8 février 1943[35].
- Marguerite Chavaroc, née Boucher, matricule 31796, est morte de dysenterie le 12 mars 1943[36].
- Marie-Louise Colombain, née Méchain, dite Marilou, matricule 31853, membre des FTP, survivante[a 27].
- Marguerite Corringer, née Helleringer, matricule 31657, résistante communiste, survivante[a 28].
- Renée Cossin, née Raquet, matricule 31830, résistante communiste, est morte au revier le 29 avril 1943[a 28].
- Suzanne Costantin, née Boineau, matricule 31765, battue à mort par les gardes, elle agonise toute une nuit et meurt au revier le 31 mars 1943[37].
- Yvonne Courtillat, née Le Maguer, matricule 31..., est morte peu après l'arrivée au camp[a 29].
- Sylviane Coupet, matricule 31804, est morte en août 1943[38].
- Jeanne Couteau, matricule 31772, est morte au revier début avril 1943[a 30].
- Madeleine Damous, née Demiot, matricule 31690, résistante des FTP, est morte d'érysipèle au revier vers le 15 mars 1943[a 30].
- Vittoria Daubeuf, née Nenni, dite Viva, matricule 31635, résistante communiste, est morte d'influenza selon l'acte de décès (elle était atteinte du typhus) le 16 juillet 1943[a 31],[39].
- Simone David, née Noyer, matricule 31658, est morte du typhus fin mai 1943[40].
- Madeleine Dechavassine, matricule 31639, résistante communiste, survivante, homologuée sergent dans les Forces françaises de l'intérieur[a 32].
- Charlotte Decock, née Dauriat, matricule 31756, morte lors d'un bombardement près de Mauthausen le 22 mars 1945 en même temps qu'Olga Merlin et Yvonne Noutari[41].
- Alida Delassale, née Charbonnier, matricule 31659, survivante[42].
- Rachel Deniau, matricule 31773, membre d'un réseau d'aide au passage de la ligne de démarcation, est morte au revier le 10 avril 1943[43].
- Madeleine Dissoubray, dite Jacqueline, matricule 31660, résistante FTP, survivante[44].
- Madeleine Doiret, dite Mado, matricule 31644, survivante, aidera Charlotte Delbo à chercher des informations pour son livre[45].
- Aimée Doridat, née Godefroy, dite Manette, matricule 31767, résistante communiste, survivante[46], décorée de la Légion d'honneur[b 65].
- Charlotte Douillot, née Merlin, matricule 31762, mère de Rolande Vandaële et sœur de Henriette L'Huillier, est morte de la dysenterie le 11 mars 1943[47].
- Germaine Drapron, née Lagarde, matricule 31809, résistante communiste, survivante, homologuée soldat de 2e classe dans la Résistance intérieure française[a 33].
- Marie Dubois, née Corot, matricule 31693, tenancière d'un café à Saint-Denis servant de lieu de réunion et de boîte à lettre pour la Résistance, lève aussi la main pendant le même appel que Marie Chaux et est emmenée par un médecin SS. Elle meurt au block 25 le 10 février 1943[48].
- Marie-Louise Ducros, née Dudon, dite Maman Loulou, matricule 31746, est morte de la dysenterie le 28 février 1943[49].
- Charlotte Dudach, née Delbo, matricule 31661, survivante, écrit plusieurs ouvrages sur le convoi[50].
- Elisabeth Dupeyron, née Dufour, matricule 31731, est morte gazée le 15 novembre 1943 car malade du typhus, homologuée adjudant-chef dans la Résistance intérieure française[51].
- Marie-Jeanne Dupont, dite Lili, matricule 31703, survivante[a 34].
- Charlotte Dupuis, dite Mauricette, matricule 31751, est morte de la dysenterie au revier le 8 mars 1943, homologuée sergent dans la Résistance intérieure française et titulaire de la médaille militaire[a 35].
- Noémie Durand, née Lesterp, matricule 31727, est prise à la « course » du 10 février 1943 et est emmenée à la chambre à gaz le 22 février suivant[52].
- Simone Eiffes, matricule 31764, est morte du typhus en mai 1943[53].
- Yvonne Emorine, née Lachaume, matricule 31662, dite la « Tanette »[54], est. une résistante du Front national, morte au revier le 26 février 1943[55].
- Anne-Marie Epaud, née Machefeux, dite Annette, matricule 31724, elle est jetée au block 25 après avoir donné de l'eau à un autre détenue et envoyée à la chambre à gaz le 22 février 1943[56].
- Gabrielle Ethis, née Papillon, matricule 31625, est morte dans les premiers jours au camp[57].
- Rachel Fernandez, née Lesterp, matricule 31723, est morte de la dysenterie le 1er mars 1943[58].
- Lucienne Ferre, née Proux, dite Annie, matricule 31722, soupçonnée d'avoir dénoncé des membres de la Résistance, est morte de gelures aux pieds le 5 mars 1943[59].
- Yvette Feuillet, matricule 31663, membre du Front national, est morte du typhus au revier le 8 juillet 1943[60].
- Marie-Thérèse Fleury, née Naudin, matricule 31839, est morte, selon un télégramme officiel, au revier d'un problème cardiaque, homologuée sous-lieutenant de la Résistance intérieure française[a 1].
- Rosa-Michelle Floc'h, dite Rosie, matricule 31854, est la plus jeune du convoi et meurt au revier de Birkenau début mars 1943[61].
- Hélène Fournier, née Pellault, matricule 31793, seule survivante tourangelle du convoi, homologuée caporal dans la Résistance intérieure française[a 36] et décorée de la Légion d'honneur[b 65].
- Marcelle Fuglesang, matricule 31826, membre d'un réseau d'évasion, est morte début mars 1943, récipiendaire de la Croix de guerre 1939-1945, Médaille de la Résistance française et de la Légion d'honneur[62].
- Marie Louise Gabb, née Thomas, matricule 31..., est, selon Charlotte Delbo, morte à l'arrivée du train le 27 janvier 1943 et, selon les registres officiels, le 16 février 1943[63].
- Madeleine Galesloot, née Van Hyfte, matricule 31643, membre du Front national, est morte de la dysenterie en mars 1943[a 37].
- Lucie Gallois, matricule 31849, membre des FTP, est morte selon les registres officiels le 25 mai 1943[64].
- Suzanne Gascard, née Leblond, matricule 31811, résistante communiste, est morte de la dysenterie fin février 1943[65].
- Laure Gatet, matricule 31833, biochimiste membre de la Confrérie Notre-Dame, est morte de la dysenterie vers le 25 février 1943, récipiendaire de la Croix de guerre 1939-1945 avec palmes, Médaille de la Résistance française et de la Légion d'honneur[66].
- Raymonde Georges, née La Margueresse, matricule 31..., membre de l'Organisation spéciale, est morte de la dysenterie début mars 1943[67].
- Sophie Gigand, née Richet, matricule 31844, résistante communiste, est prise à la « course » du 10 février et est morte au block 25, le titre de déportée politique lui est attribué en 1955[68].
- Andrée Gigand, matricule 31845, fille de Sophie Gigand, est morte peu après son arrivée au camp de Birkenau[69].
- Yolande Gili, née Pica, matricule 31743, membre des FTP, sœur d'Aurore Pica, survivante[70].
- Renée Girard, matricule 31632, membre du Front national, est morte fin avril 1943[71].
- Germaine Girard, matricule 31..., est morte selon Charlotte Delbo en mars 1943 et le 24 mai 1943 selon l'administration du camp[72].
- Olga Godefroy, née Camus, matricule 31766, résistante communiste, est morte le 26 février 1943 après avoir reçu un coup de bâton qui lui a brisé la colonne vertébrale[73].
- Marcelle Gourmelon, dite Paulette, matricule 31753, membre des FTP, est morte du typhus en juillet 1943[74].
- Franciska Goutayer, dite Cica, matricule 31780, dénoncée par Antoinette Bibault, est morte au revier début avril 1943[a 38].
- Claire Grandperret, née Bergöend, matricule 31..., est morte d'un érysipèle au revier le 1er mars 1943[75].
- Claudine Guerin, matricule 31664, une des plus jeunes du convoi, morte du typhus le 25 avril 1943[76].
- Aminthe Guillon, matricule 31729, résistante FTPF, belle-mère d'Yvette Guillon, est prise à la « course » le 10 février 1943, meurt au block 25 le 26 février 1943[77].
- Yvette Guillon, née Sardet[78], matricule 31730, résistante FTPF, belle-fille d'Aminthe Guillon, est morte le 16 mars 1943, d'une « septicémie phlégmoneuse » selon l’acte de décès du camp[79].
- Jeanne Guyot, née Guivarch, matricule 31631, soupçonnée d'avoir imprimé des tracts anti-allemands, est morte à Birkenau[a 39].
- Adrienne Hardenberg, née Coston, dite Lisette, matricule 31..., est morte selon l'administration du camp le 25 juin 1943, homologuée adjudant dans la Résistance intérieure française[80].
- Hélène Hascoet, matricule 31755, est morte au revier le 9 mars 1943 d'une piqûre euthanasique par un médecin SS[81].
- Adélaïde Hautval, matricule 31802, médecin et psychiatre alsacienne, affectée au block 10 du docteur Carl Clauberg, refuse de continuer les expériences médicales sur les femmes juives et réussit à s'enfuir du block en se faisant passer pour morte, survivante, reçoit la Légion d'honneur en décembre 1945[a 40].
- Marthe dit « Violette » Hebrard, née Guay, matricule 31..., résistante communiste, est morte en avril 1943[82].
- Lucette Herbassier, née Magui, matricule 31781, est morte de la dysenterie au mois de mars 1943[83].
- Jeanne Herschtel, matricule 31..., juive mais arrêtée sur dénonciation pour une autre raison, est morte en février 1943[a 41].
- Jeanne Hervé, matricule 31768, soupçonnée d'avoir dénoncé des membres de la Résistance, est morte vers le 15 février 1943 d'une néphrite[a 41].
- Marguerite Houdart, née Hudelaine, matricule 31..., arrêtée pour avoir participé au marché noir, est morte vers le 10 mai 1943 du typhus[a 42].
- Jeanne Humbert, née Larcher, matricule 31813, arrêtée pour avoir transporté des armes pour la Résistance, est morte fin mars 1943 après avoir été sélectionnée pour la chambre à gaz[a 43].
- Anna Jacquat, née Karpen, matricule 31827, membre d'une organisation qui vient en aide aux prisonniers évadés, est morte, selon l'administration du camp, vers mars 1943 de « maux d'estomac »[84].
- Germaine Jaunay, née Mouzé, matricule 31782, tante de Rachel Deniau, « passeuse » à la ligne de démarcation, est morte au revier le 5 avril 1943[85].
- Marie-Louise Jourdan, née Bonnot, matricule 31665, arrêtée pour avoir hébergé un clandestin, est morte du typhus en avril 1943[86].
- Suzanne Juhem, matricule 31759, s'étant évadé de son travail en Allemagne, est morte au revier entre le 11 et le 15 mars 1943[a 44].
- Irina Karchewska, née Byczeck, matricule 31698, arrêtée pour avoir caché des Polonais chez elle, est morte de la dysenterie le 30 avril 1943[a 44].
- Emilia Kérisit, dite Léa, matricule 31783, infirmière, coopère souvent avec Jeanne Goupille dans les réseaux d'aide aux personnes clandestines, est assommée par une autre détenue en avril 1943 et meurt des suites de la blessure le 25 mai 1943[87].
- Karolina Konefal, matricule 31707, arrêtée avec Anna Nizinska, est morte de froid en mars 1943[a 45].
- Eugénie Korzeniowska, matricule 31700, est prise à la « course » du 10 février 1943 à cause de sa coxalgie et meurt au block 25[a 46].
- Marguerite Kotlerewsky, née Urgon, matricule 31814, après avoir retrouvé sa fille parmi les déportés juifs du camp, elle se laisse mourir et décède finalement le 26 février 1943[a 47].
- Lina Kuhn ou Kuhne, matricule 31795, membre du réseau Johnny, est morte début mars 1943[a 47].
- Georgette Lacabanne, née Réau, matricule 31717, héberge des résistants, est morte le 8 mars 1943[88].
- Madeleine Laffitte, née Guitton, dite Michèle, matricule 31666, résistante communiste, est morte de la dysenterie fin novembre 1943, homologuée sergent de la Résistance intérieure française[89].
- Gisèle Laguesse, née Lung, matricule 31667, membre du Front national, est morte au revier le 11 mars 1943[90].
- Léa Lambert, née Durbeck, matricule 31821, résistante de l'OCM, est morte en mars 1943[91].
- Thérèse Lamboy, née Gady, matricule 31800, arrêtée pour avoir fait passer la ligne de démarcation à des enfants Juifs, survivante[92].
- Fabienne Landy, matricule 31784, membre du Front national, est morte le 25 février 1943 d'une pemphigus selon le médecin SS du camp[a 48].
- Berthe Lapeyrade, née Lescure, matricule 31721, membre du Front national, est battue à mort dans les marais par un SS[93].
- Suzanne Lasne, dite Josette, matricule 31..., membre des FTPF, est morte le 14 mars 1943[a 49].
- Fernande Laurent, née Liéval, matricule 31748, cache des aviateurs anglais et est dénoncée par Germaine Chevalier qui fera de la prison pour ça après la guerre, survivante[a 50].
- Marcelle Laurillou, née Mardelle, matricule 31..., dénoncée par une femme dénommée Email et fusillée à la Libération, est morte de la dysenterie vers le 20 avril 1943[94].
- Louise Lavigne, née Amand, dite Nayette, matricule 31669, membre du Front national, est morte vers le 25 mars 1943, battue à mort par un SS pour certaines rescapées, du typhus pour d'autres[95].
- Marcelle Lemasson, née Béziau, matricule 31670, résistante communiste, survivante[96].
- Élisabeth Le Port, matricule 31786, enseignante, dénoncée par une de ses élèves, est morte de la dysenterie le 14 mars 1943 au revier[a 51].
- Marguerite Lermitte, née Joubert, matricule 31835, résistante communiste, est morte fin février 1943, d'une entérite aiguë selon l'administration du camp[97].
- Marie Lesage, matricule 31671, résistante communiste, est morte dans la première semaine de février 1943 selon Charlotte Delbo, le 19 mars 1943 selon l'acte de décès du camp[98].
- Sophie Licht, née Schaub, matricule 31803, peut-être arrêtée sur dénonciation, est morte du typhus au début d'avril 1943[99].
- Yvonne Llucia, matricule 31704 ?, est morte le 21 avril 1943 selon l'administration du camp[100].
- Simone Loche, née Fougère, matricule 31672, résistante communiste, survivante, homologuée soldat de 2e classe dans la Résistance intérieure française[a 52].
- Alice Loeb, matricule 31829, chimiste, est morte de la dysenterie après l'appel le soir du 21 février 1943[a 53].
- Louise Loquet, née Le Du, matricule 31828, résistante communiste, est morte peu après l'arrivée du convoi selon Charlotte Delbo, le 10 avril 1943 selon l'acte de décès du camp[101].
- Yvonne Louriou, matricule 31835, courrier pour la Résistance, est morte d'érysipèle le 8 mars 1943[a 54].
- Louise Losserand, née Marié, dite Louisette, matricule 31757, membre des FTPF, survivante, homologuée soldate de 2e classe dans la Résistance intérieure française[a 54].
- Henriette L'Huillier, née Merlin, matricule 31688, sœur de Charlotte Douillot et tante de Rolande Vandaële, est morte du typhus le 23 ou 24 mai 1943[a 55].
- Louise Magadur, matricule 31673, résistante communiste, survivante, homologuée caporal dans la Résistance intérieure française[a 56].
- Suzanne Maillard, née Potet, matricule 31..., membre du Front national, est morte du typhus mi-avril 1943[a 57].
- Lucie Mansuy, née Caccia, matricule 31648, résistante communiste, survivante[102].
- Yvette Marival, née Champion, matricule 31..., résistante communiste, est morte dans les premiers jours au block 14[a 58].
- Luz Martos, née Goni, matricule 31..., arrêtée avec son époux, s'est laissée mourir début février 1943[103].
- Germaine Maurice, matricule 31788, vient en aide aux prisonniers évadés, est morte d'une pneumonie au revier de Birkenau le 23 février 1943[104].
- Henriette Mauvais, née Caillot, matricule 31674, résistante communiste, survivante[105].
- Olga Melin, née Méru, matricule 31708, imprimeuse, est tuée dans un bombardement à Mauthausen le 21 mars 1945 en même temps qu'Yvonne Noutari et Charlotte Decock[106].
- Angèle Mercier, matricule 31..., résistante FTPF, est morte début mars 1943[107].
- Georgette Messmer, née Lyet, dite Jo, matricule 31818 membre d'un réseau d'évasion, est morte de la dysenterie début avril 1943[a 59].
- Suzanne Meugnot, matricule 31..., arrêtée avec Anna Sabot, est morte la première semaine de février 1943[a 59].
- Marthe Meynard, née Brillouet, matricule 31675, membre d'un réseau d'évasion, survivante, homologuée adjudant dans la Résistance intérieure française[108].
- Lucienne Michaud, dit Nicole, matricule 31726, membre du Front national, survivante, homologuée sous-lieutenant dans la Résistance intérieure française[a 60].
- Renée Michaux, dite Marcelle, matricule 31676, membre du Front national, est morte de la dysenterie vers le 15 avril 1943[a 60].
- Simone Miternique, née Brunet, matricule 31709, membre d'un réseau de Résistance en Touraine, est morte au début de sa détention[109].
- Gisèle Mollet, matricule 31677, arrêtée pour avoir caché un clandestin, est morte au revier en août 1943[a 60].
- Suzanne Momon, matricule 31686, arrêtée parce que son fils a participé à un attentat contre un officier allemand, est morte en février ou mars 1943[110].
- Denise Moret, née Cacaly, matricule 31820, est morte peu après son arrivée à Auschwitz[a 61].
- Madeleine Morin, matricule 31..., membre d'un réseau d'aide aux Juifs, est morte du typhus en avril 1943[111].
- Marie-Louise Morin, née Cribier, matricule 31710, membre d'un réseau d'aide aux Juifs, est morte fin février 1943[111].
- Marie-Louise Moru, dite Lisette, matricule 31825, arrêtée pour « comportement antiallemand », est morte au revier en mars 1943[a 62],[112].
- Marcelle Mourot, matricule 31819, arrêtée alors qu'elle conduit des prisonniers de guerre évadés vers la Suisse, survivante[a 63].
- Anna Nijinska (ou Nizinska), matricule 31702, arrêtée avec Karolina Konefal, est morte vers mars 1943[113],[a 45].
- Marie-Élisa Nordmann-Cohen, matricule 31687, ingénieure chimiste, survivante, devient la présidente de l'Amicale des déportés d'Auschwitz[114] et est décorée de la Légion d'honneur[b 66].
- Madeleine Normand, née Plantevigne, matricule 31678, résistante communiste, est morte tuée par une stubova le 23 février 1943, homologuée sergent de la Résistance intérieure française, titulaire de la Médaille de la Résistance française et de la Croix de guerre 1939-1945[a 64].
- Yvonne Noutari, née Moudoulaud, dite Yvonne de Bordeaux, matricule 31718, membre du Front national, est morte lors d'un bombardement de la gare d'Amstetten le 22 mars 1945 en même temps qu'Olga Melin et Charlotte Decock[115].
- Toussainte Oppici, dite Nine, matricule 31797, est morte du typhus fin avril 1943[a 65].
- Anne-Marie Ostrowska, née Borsch, matricule 31801, est morte dans les marécages fin mars ou début avril 1943[116].
- Geneviève Pakula, matricule 31794, résistante, survivante, titulaire de la médaille militaire[117] et de la Légion d'honneur[b 64].
- Lucienne Palluy, matricule 31689, résistante communiste, est morte de la dysenterie en février 1943[118].
- Madeleine Passot, dite Betty Langlois, matricule 31668, résistante communiste, survivante, homologuée sergent dans la Résistance intérieure française, officier de la Légion d'honneur, titulaire de la Médaille militaire, de la Croix du combattant volontaire, de la Croix de guerre 1939-1945 avec palme et de la Médaille de la Résistance française[119].
- Yvonne Pateau, née Pateau, matricule 31728, membre de la Résistance intérieure française, est morte de néphrite le 3 mars 1943 selon un acte de décès du camp[120].
- Lucie Pecheux, née Lable, dite Lucette, matricule 31633, résistante communiste, est morte au revier vers le 15 février 1943[a 66].
- Marie-Jeanne Pennec, matricule 31817, « passeuse » à la ligne de démarcation, survivante, lobotomisée pour dépression en 1949[121].
- Aurore Pica, matricule 31742, sœur de Yolande Gili, est morte de soif le 28 avril 1943[122].
- Germaine Pican, née Morigot, matricule 31679, résistante communiste, survivante, homologue adjudant dans la Résistance intérieure française[123].
- Yvonne Picard, matricule 31634, résistante communiste, est morte de la dysenterie le 9 mars 1943[124].
- Suzanne Pierre, née Buffard, matricule 31812, arrêtée pour actes de résistance à Dombasle-sur-Meurthe, est morte début août 1943[125].
- Germaine Pirou, matricule 31842, arrêtée pour avoir critiqué les Allemands, survivante[126].
- Renée Pitiot, née Legros, dite Bichette, matricule 31629, résistante communiste, survivante, reconnue comme déportée résistante après sa mort[a 67].
- Henriette Pizzoli, née Papillon, matricule 31626, est morte du typhus début juin 1943[127].
- Maï Politzer, née Larcade, matricule 31680, sage-femme et résistante communiste, est morte du typhus le 6 mars 1943[128].
- Juliette Poirier, née Même, matricule 31769, est morte le 28 mars 1943[129].
- Pauline Pomies, née Lafabrier, matricule 31..., est morte le 16 février 1943[a 68].
- Delphine Porcher, matricule 31789, résistante communiste, est morte entre le 8 et le 22 février 1943 au block 25[a 68].
- Delphine Presset, matricule 31..., résistante communiste, est morte en février 1943[130].
- Paulette Prunières, née Parent, dite Pépée, matricule 31654, membre du Front national, survivante[131].
- Marie-Thérèse Puyooü, née Soureil, matricule 31720, arrêtée pour avoir hébergé des clandestins, est morte au revier le 7 avril 1943 selon l'acte de décès du camp[132].
- Jacqueline Quatremaire, matricule 31641, membre du Front national, est morte de phtisie en juin 1943, titulaire de la Médaille militaire, de la Croix de guerre 1939-1945 et de la Médaille de la Résistance française à titre posthume[133].
- Paula Rabeaux, née Trapy, matricule 31725, membre des Francs-tireurs et partisans, est morte début mars 1943, seulement reconnue comme déportée politique après la guerre[134].
- Constance Rappeneau, matricule 31754, prise à la « course » du 10 février et morte le 17 février 1943 au block 25, « d'une maladie de foie » selon l'acte de décès du camp[a 69].
- Germaine Renaud, matricule 31682, résistante communiste, est morte après avoir été battue à coup de bâtons par deux kapos[a 69].
- Germaine Renaudin, née Perraux, matricule 31716, survivante, homologuée sergent mais pas reconnue comme déportée résistante[135].
- Marguerite Richier, née Cardinet, matricule 31..., mère d'Odette et Armande Richier, prise à la « course » du 10 février 1943 et morte au block 25 peu après[a 70].
- Odette Richier, matricule 31847(?), fille de Marguerite Richier et sœur d'Armande Richier, résistante communiste et courrier pour la Résistance, est morte en février 1943[a 70].
- Armande Richier, matricule 31846(?), fille de Marguerite Richier et sœur d'Odette Richier, membre du Front national, est morte en février 1943[a 70].
- Anne Richon, née Riffaud, matricule 31741(?), membre des Francs-tireurs et partisans, est morte peu avant le 21 mars 1943[136].
- France Rondeaux, matricule 31..., membre d'un réseau d'aide aux Juifs, est morte du typhus début mai 1943, homologuée sous-lieutenant dans la Résistance intérieure française[a 71].
- Georgette Rostaing, matricule 31850, résistante communiste, est morte en mars 1943[a 71].
- Félicia Rostkowska, matricule 31701, membre du réseau Monika, aucune témoignage n'existe sur son décès[a 71].
- Denise Roucayrol, matricule 31646, résistante communiste, est morte du typhus exanthématique en avril 1943, n'a pas été reconnue comme déportée résistante[a 72].
- Suzanne Roze, née Clément, matricule 31681, résistante, est morte le 1er mars 1943 selon l'acte de décès du camp[137].
- Esterina Ruju, matricule 31838, est morte fin mars ou début avril 1943[a 73].
- Léonie Sabail, née Daubigny, matricule 31745, est morte au revier le 1er mars 1943[138].
- Anna Sabot, née Gries, matricule 31713, est morte le 21 février 1943 selon l'acte de décès du camp[139].
- Berthe Sabourault, née Fays, matricule 31683, membre du Front national, est morte du typhus le 17 avril 1943, homologuée lieutenant dans la Résistance intérieure française et titulaire de la Croix de guerre 1939-1945 avec étoile de vermeil[140].
- Raymonde Salez, dite Mounette, matricule 31645, résistante communiste, est morte le 4 mars 1943[141].
- Simone Sampaix, matricule 31758, membre des Francs-tireurs et partisans, survivante[142].
- Fleurette (ou Henriette) Schmidt, matricule 31699, résistante communiste, est morte le 14 ou le 15 mars 1943, homologuée soldate de la Résistance intérieure française[143].
- Alphonsine Seibert, née Guiard, matricule 31647, membre des Francs-tireurs et partisans, aucun témoignage sur son décès[a 74].
- Raymonde Sergent, née Delalande, matricule 31790, est morte au revier le 30 avril 1945, décorée à titre posthume de la médaille de la Résistance, de la médaille militaire, de la médaille de la déportation et de la Croix de guerre 1939-1945 avec palmes[144].
- Jeanne Serre, dite Carmen, sœur de Lucienne Thevenin, matricule 31637, résistante communiste, survivante, homologuée sergent dans la Résistance intérieure française[145].
- Julia Slusarczyk, matricule 31823, survivante, reconnue déportée politique après la guerre[a 75].
- Hélène Solomon-Langevin, matricule 31684, résistante communiste, fille de Paul Langevin et épouse de Jacques Solomon, survivante[146], devient députée communiste à la Libération, puis bibliothécaire au CNRS.
- Yvonne Souchaud, née Houdayer, matricule 31791, résistante communiste, est morte de la dysenterie en mars 1943[a 76].
- Jeanne Souque, née Renon, matricule 31739, membre des Francs-tireurs et partisans, est morte du typhus le 1er avril 1943[147].
- Marguerite Stora, née Battais, matricule 31805, est morte au revier le 9 mars 1943 selon le registre[148].
- Gilberte Tamisé, matricule 31715, sœur d'Andrée Tamisé, résistante communiste, survivante[a 77].
- Andrée Tamisé, matricule 31714, sœur de Gilberte Tamisé, résistante communiste, est battue à mort par une stubova le 8 mars 1943[a 77].
- Lucienne Thevenin, née Serre, dite Lulu, matricule 31642, sœur de Jeanne Serre, résistante communiste, survivante, homologuée sergent dans la Résistance intérieure française[145].
- Jeanne Thiebault, matricule 31640, membre du Front national, aucun témoignage sur son décès[a 78].
- Joséphine Umido, née Bizarri, dite Mado, matricule 31848, est morte le 11 mars 1943[149].
- Marie-Claude Vaillant-Couturier, née Vogel, matricule 31695, résistante communiste, survivante, homologuée commandante dans la Résistance intérieure française[a 79] et décorée de la Légion d'honneur[b 66].
- Marguerite Valina, née Maurin, dite Margot, matricule 31732, membre des Francs-tireurs et partisans, est morte fin février 1943[a 80].
- Theodora Van Dam, née Disper, matricule 31749, mère de Reyna Van Dam, est prise à la « course » du 10 février 1943 et meurt au block 25[a 81].
- Reyna Van Dam, matricule 31..., fille de Theodora Van Dam, décide de suivre sa mère au block 25[a 81].
- Jacoba Van der Lee, matricule 31697, arrêtée pour avoir souhaité la défaite d'Hitler dans une lettre, est prise à la « course » du 10 février 1943 et meurt au block 25 quelques jours plus tard[a 82].
- Alice Varailhon, matricule 31810, membre des Francs-tireurs et partisans, est abattue à bout portant par un SS, homologuée sous-lieutenante dans la Résistance intérieure française[150].
- Alice Viterbo, née Lumbrose, matricule 31822, est prise à la « course » du 10 février 1943 et meurt le 25 ou 26 février au block 25[a 83].
- Rolande Vandaële, matricule 31761, fille de Charlotte Douillot et nièce de Henriette L'Huillier, survivante[a 55].
- Madeleine Zani, née Davy, matricule 31744, résistante communiste, est morte le 19 avril 1943 selon l'acte de décès du camp[151].

## Hommage et postérité

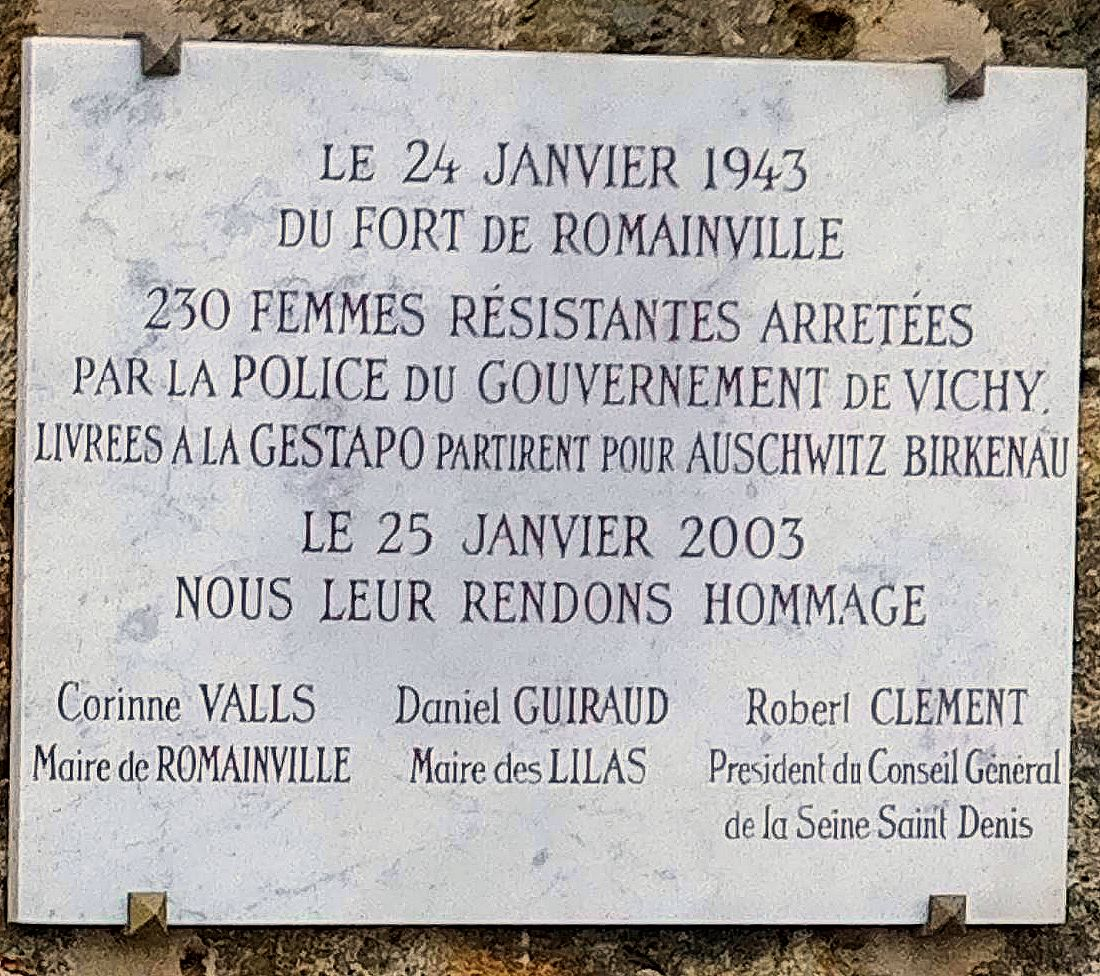
Plaque commémorative au fort de Romainville.

En septembre 1943, alors que les informations sur le sort des Françaises commencent à circuler dans les cercles résistants, Louis Aragon écrit un poème sur elles, commençant par : « Je vous salue, Maries des France aux cent visages ». Inspiré de l'Ave Maria, il entonne une litanie inspirée des prénoms des déportées.
Peu après son retour, Charlotte Delbo écrit le manuscrit de Auschwitz et après qu'elle soumet à un éditeur seulement 20 ans plus tard. Le premier volume sort en 1965. La même année, elle publie Le Convoi du 24 janvier, compilant les biographies des 230 femmes du convoi.
Le 25 janvier 2003, pour souligner le 60e anniversaire du convoi, une plaque commémorative est apposée sur le mur du fort de Romainville, à droite du portail d'accès.
En 2008, la biographe Caroline Moorehead (en) décide de prendre contact avec les survivantes du convoi (il en reste alors sept) pour écrire leur histoire. Elle rencontre Betty Langlois, Cécile Charua, Madeleine Dissoubray et Poupette Alizon (dont la sœur est morte dans les camps).
Un festival de théâtre amateur rend hommage en 2013 au convoi des 31000 à travers une pièce de Gérard Thévenin. En 2019, une pièce intitulée Convoy 31000 est mise en scène par Tina Taylor au Theatre Lunatico à Berkeley.

## Documentaire
- 2019 : Le Convoi des 31000 réalisé et écrit par Natacha Giler[156].
- 2023 : Matricule 31000, le courage des ombres de Niagara Tonolli et Frédéric Tonolli[157].